# Phffft... e l'amore si sgonfia
Phffft... e l'amore si sgonfia (Phffft!) è un film del 1954 interpretato da Judy Holliday, Jack Lemmon, Jack Carson Kim Novak. Il film è stato scritto da George Axelrod e diretto da Mark Robson. È stato il secondo film interpretato da Holliday e Lemmon quell'anno, dopo La ragazza del secolo.

## Trama
Nina e Robert Tracey (Judy Holliday e Jack Lemmon), sposati da otto anni, soffrono di problemi coniugali e decidono di divorziare. Robert trova una sistemazione nella casa del suo amico donnaiolo Charlie Nelson (Jack Carson) mentre Nina, un po' turbata e spiazzata dalla propria decisione cerca di trovare nuovi e vecchi stimoli per assaporare la ritrovata libertà.
Charlie nel frattempo sprona Robert a conoscere nuove ragazze e gli fissa un appuntamento con l'avvenente Janet (Kim Novak) la quale appare da subito molto disponibile. Ella prova attrazione per Robert, ma l'indecisione di quest'ultimo finisce poi per contrariarla. Anche Nina cerca di uscire con altri uomini, e incontra Rick (Donald Curtis), un attore che lei stessa dirige nel suo programma di prosa radiofonica. Ma anche per Nina l'appuntamento si rivela un fiasco. 
Sebbene gli ex coniugi cerchino di ignorarsi a vicenda, finiscono sempre per incontrarsi casualmente, e appare chiaro che il loro passato non è del tutto morto e sepolto. Una sera in una discoteca i due incidentalmente si ritrovano a ballare insieme il mambo del quale entrambi avevano preso lezioni dopo il loro divorzio. Si danno appuntamento per discutere delle tasse di lei (Robert è un avvocato fiscalista) ma, nonostante entrambi siano più che intenzionati ad un riavvicinamento, delle vecchie ruggini fanno riemergere una nuova incomprensione. 
In seguito Robert durante un nuovo promettente appuntamento con Janet scopre che Nina ha ceduto alle avance di Charlie per un incontro, e piuttosto infuriato con l'amico si precipita verso la casa della ex moglie. Nel frattempo però Nina e Charlie, dopo una iniziale euforia, capiscono di essere poco entusiasti dell'incontro. Robert arriva quando la serata è già finita e ascolta casualmente Nina mentre dice al telefono alla propria madre che è ancora innamorata di Robert.
Nina e Robert si riconciliano e si risposano.